# Verschwinden einer Boeing 727 der Faucett Perú
Am 11. September 1990 verschwand eine Boeing 727-247 der Faucett Perú, mit der ein transatlantischer Überführungsflug durchgeführt wurde, spurlos im Nordatlantik, etwa 290 Kilometer östlich von Neufundland. Sowohl von der Maschine, als auch von den 16 Menschen, die sich an Bord befanden, fehlt bis heute jede Spur. Die wahrscheinlichste Unfallursache ist ein Treibstoffmangel infolge eines Navigationsfehlers.

## Flugzeug
Die Boeing 727-200 Advanced mit der Fabriknummer 20266 war die 760. gefertigte Boeing 727. Sie wurde auf dem Boeing-Fabrikgelände in Renton, Washington montiert und am 14. November 1969 an den Erstbesitzer Western Airlines ausgeliefert. Das dreistrahlige Schmalrumpfflugzeug wurde von drei Pratt & Whitney JT8D-9-Triebwerken angetrieben. Faucett Perú übernahm die Maschine im Mai 1987 und ließ sie zunächst mit dem Luftfahrzeugkennzeichen OB-R1303 zu. Im Dezember 1988 wurde die Zulassung in OB-1303 geändert. Ab März 1989 wurde die Maschine an Air Panama Internacional verleast, ab April 1990 dann an Air Malta.

## Flugverlauf
Nachdem der Leasingvertrag für die Sommersaison ausgelaufen war, sollte die Maschine am 11. September 1990 beim Leasingnehmer in Malta abgeholt und nach Lima überführt werden. Es waren 18 Personen an Bord gegangen, darunter eine sechsköpfige Besatzung. Bei den Insassen handelte es sich ausschließlich um peruanische Staatsangehörige, darunter Mitarbeiter von Faucett Perú, die im Rahmen der Leasingverträge in Malta gearbeitet hatten, sowie deren Familien.
Da die Boeing 727 als Mittelstreckenflugzeug über eine eingeschränkte Reichweite verfügt und damit eigentlich nicht für Transatlantikflüge ausgelegt ist, wurden mehrere Tankstopps auf der Strecke eingeplant. Ein erster Halt wurde in Mailand eingelegt, anschließend landete die Maschine ein weiteres Mal am Flughafen Keflavík zwischen. Dort stieg ein Teil der Passagiere aus, während 16 Personen den Weiterflug zum nächsten Zwischenstopp auf dem Gander International Airport antraten, von wo aus ein Weiterflug nach Miami geplant war. Die Maschine hob um 13:16 Uhr Ortszeit in Keflavík ab.
Als sich die Maschine um 15:20 Uhr Ortszeit auf einer Flughöhe von 10.000 Fuß (ca. 3000 Meter) sowie 290 Kilometer östlich von Neufundland befand, erklärten die Piloten Luftnotlage, gaben an, nur noch wenig Treibstoffvorräte an Bord zu haben und kündigten eine Notwasserung der Maschine an. Das Signal wurde von zwei in der Nähe befindlichen Maschinen der Trans World Airlines sowie der American Airlines empfangen. Danach brach der Kontakt mit der Maschine ab.

## Suche nach der Maschine
Nachdem der Kontakt zur Maschine abgebrochen war, nahm die kanadische Küstenwache die Suche auf. Suchmannschaften aus Halifax gaben an, dass sie davon ausgehen, dass die Maschine eine Notwasserung durchgeführt habe, doch drei aus Aurora entsandte Suchflugzeuge sowie drei Hubschrauber aus Labrador City konnten weder die Maschine noch Trümmer finden. Auch die Besatzungen von Schiffen, die an diesem Tag die Seewege im Suchgebiet befuhren, wurden in die Suche eingebunden.
Das kanadische Such- und Rettungskoordinationszentrum in Halifax beschrieb die Wetterbedingungen und Sichtverhältnisse im Suchgebiet als gut, merkte jedoch an, dass das Suchgebiet sehr groß sei. Zur Bestimmung des Suchgebietes wurde zum einen die Position herangezogen, von der aus die Maschine Luftnotlage gemeldet hatte, zum anderen die Daten eines Satelliten, der sich zum Zeitpunkt des Verschwindens der Maschine über England befand. Ein Sprecher der Küstenwache merkte an, dass die Punkte weit auseinanderlägen.
Es wurde vermutet, dass die Maschine notgewassert war, nachdem sie aufgrund eines Navigationsfehlers von der vorgesehenen Flugroute abkam und ihr dadurch das Kerosin ausgegangen war. Für diese These spricht auch das Suchgebiet südöstlich von Kap Race, der Südspitze Neufundlands. Ein Sprecher von Faucett Perú behauptete, dass sich sämtliche für eine Notwasserung erforderliche Ausrüstung, wie Rettungswesten und -boote, an Bord der Maschine befunden hätten. Die Rettungsmannschaften klagten darüber, dass die Maschine aufgrund ihrer weißen Farbe beim Überfliegen des Suchgebietes nur schwer zu erkennen wäre.
Die Suche musste ergebnislos eingestellt werden. Spuren des Flugzeugs oder seiner Besatzung wurden nie gefunden.

## Ähnliche Zwischenfälle
Weitere Zwischenfälle, bei denen Verkehrsflugzeuge komplett verschwanden, sind unter Liste verschollener Verkehrsflugzeuge aufgeführt.